# Pnigalio vidanoi
Pnigalio vidanoi är en stekelart som beskrevs av Navone 1999. Pnigalio vidanoi ingår i släktet Pnigalio och familjen finglanssteklar.
Artens utbredningsområde är Italien. Inga underarter finns listade i Catalogue of Life.